# Les Trois Coups
 (août 2020).
Si vous disposez d'ouvrages ou d'articles de référence ou si vous connaissez des sites web de qualité traitant du thème abordé ici, merci de compléter l'article en donnant les références utiles à sa vérifiabilité et en les liant à la section « Notes et références ».
Ne doit pas être confondu avec Trois coups.
Créé en 2006, le site internet lestroiscoups.com, devenu lestroiscoups.fr, est un journal du spectacle vivant.
Partenaire de France Culture, le site traite aussi bien de théâtre que de danse, de cirque ou d'opéra.
Des journalistes et des correspondants de presse proposent des critiques, des annonces, des informations, des interviews, des reportages sur les spectacles.